# Nicki von Tempelhoff
Nicki von Tempelhoff (* 3. Oktober 1968 in Wuppertal) ist ein deutscher Schauspieler.

## Leben und Werk
Nicki von Tempelhoff wurde in Nordrhein-Westfalen geboren. Kurz nach seiner Geburt zog die Familie in die Niederlande, kehrte aber nach Deutschland zurück, als von Tempelhoff 15 Jahre alt war. Er absolvierte seine Schauspielausbildung von 1986 bis 1989 an der Otto-Falckenberg-Schule in München und hatte sein erstes Engagement an den Bühnen der Stadt Köln, deren Ensemble er von 1990 bis 1993 angehörte.
Weitere Stationen seiner Bühnenkarriere waren das Hamburger Thalia Theater (1995–1999) und das Burgtheater in Wien (1999–2004). Seit 1993 hatte von Tempelhoff darüber hinaus Engagements an den Münchner Kammerspielen, am Staatstheater Stuttgart, am Theater des Westens in Berlin, am Düsseldorfer Schauspielhaus, am Wiener Rabenhof Theater sowie erneut in Hamburg am Deutschen Schauspielhaus, am St. Pauli Theater, an den Kammerspielen und am Ernst-Deutsch-Theater.
Die Bandbreite seiner Theaterlaufbahn umfasst Rollen in Stücken wie Die Dreigroschenoper, Mutter Courage, Weh dem, der lügt!, Penthesilea, Romeo und Julia oder Time Rocker unter der Regie namhafter Regisseure, u. a. Jérôme Savary, Robert Wilson, Peter Zadek oder Jürgen Flimm.
Seit 1996 arbeitet von Tempelhoff daneben umfangreich für Film und Fernsehen. Dabei ist er sowohl als Gastschauspieler in gängigen Krimiserien wie SOKO Köln, Der Alte oder Küstenwache als auch in Literaturverfilmungen von Inga Lindström und Rosamunde Pilcher zu sehen.
Von Tempelhoff hat zahlreiche Hörbücher aufgenommen, darunter Die Seefahrt nach Rio von James Krüss und eine kindgerechte Fassung von Die Räuber von Friedrich von Schiller. 2017 spielte er eine Hauptrolle im Kurzfilm Cigarbox Blues, der auf dem Filmfestival Max Ophüls Preis mit dem Publikumspreis ausgezeichnet wurde.
Aus einer Beziehung mit seiner Schauspielkollegin Marie Bäumer, das Paar trennte sich im Juli 2009, hat von Tempelhoff einen Sohn. Der Schauspieler spricht fließend Englisch, Französisch und Niederländisch, auch Spanisch, er spielt Gitarre und Schlagzeug und lebt in Hamburg.

## Filmografie (Auswahl)
- 1996: Der Streit
- 1997: Evelyn Hamanns Geschichten aus dem Leben – Ordnung muss sein
- 1997–1999: Ärzte (fünf Folgen)
- 1999: Delta Team – Auftrag geheim! – Falsches Spiel
- 1999: Stubbe – Von Fall zu Fall – Kein Tod ist wie der andere
- 1999: Die Männer vom K3 – Jugendliebe
- 2001: Kommissar Rex – Der Bluff
- 2001: Das Experiment
- 2002: Polizeiruf 110 – Grauzone
- 2003: Tatort – Schattenlos
- 2003: Rosamunde Pilcher – Sternschnuppen im August
- 2004: Ein Fall für zwei – Ticket ins Jenseits
- 2004: Die Rettungsflieger – Rabenväter
- 2005: In aller Freundschaft – Gestern und Morgen
- 2005: Küstenwache – Wettlauf gegen die Zeit
- 2005: Der Alte – Himmel und Hölle
- 2005: SOKO Köln – Tod auf der Lula
- 2005: Inga Lindström – Der Weg zu dir
- 2006–2007: Die Familienanwältin (15 Folgen)
- 2006: Der Bulle von Tölz: Kochkünste
- 2006: SOKO Kitzbühel – Klinisch getestet
- 2007: GG 19 – Deutschland in 19 Artikeln
- 2007: SOKO 5113 – Tödliche Spekulation
- 2007: Stubbe – Von Fall zu Fall – Schmutzige Geschäfte
- 2008: Notruf Hafenkante – Offene Rechnung
- 2008: Kreuzfahrt ins Glück – Hochzeitsreise nach Arizona
- 2009: Inga Lindström – Der Erbe von Granlunda
- 2010: Pfarrer Braun, Folge: Kur mit Schatten
- 2010: Rosamunde Pilcher – Wohin du auch gehst
- 2010: Das Traumschiff – Indian Summer
- 2010: Der Alte – Oder du stirbst
- 2011: Großstadtrevier – Die Warnung
- 2011: Der Bergdoktor – Wunschvorstellungen
- 2011: Notruf Hafenkante – Stolperfalle
- 2011: SOKO Stuttgart – Ans Messer geliefert
- 2011: Forsthaus Falkenau (zwei Folgen)
- 2011: Liebe am Fjord – Das Meer der Frauen (Fernsehreihe)
- 2012: Der letzte Bulle –  Und raus bist du
- 2012: Idiotentest
- 2013: Das Traumschiff – Puerto Rico
- 2013, 2021: SOKO Köln – Das Bankgeheimnis, Die Büßer
- 2013: Heiter bis tödlich: Akte Ex – Waschen-Schleudern-Morden
- 2014: Inga Lindström – Der Traum vom Siljansee
- 2014: SOKO Wismar – Omelette Surprise
- 2014: Die Familiendetektivin – Wurzeln
- 2014: Kückückskind
- 2015: Engel der Gerechtigkeit – Geld oder Leben
- 2016: Alarm für Cobra 11 – Die Autobahnpolizei – Tricks
- 2016: Heiter bis tödlich: Hubert und Staller – Schnapsidee
- 2016: Paula
- 2017: Back for Good als Nicki von Tempelhof
- 2017: In aller Freundschaft – Die jungen Ärzte – Liebesschmerz
- 2017: Tatort – Zurück ins Licht (Fernsehreihe)
- 2017: Bad Cop – kriminell gut
- 2017: Das Traumschiff – Uruguay (Fernsehreihe)
- 2017: Vadder, Kutter, Sohn (Fernsehfilm)
- 2018: Im Wald – Ein Taunuskrimi (Fernsehreihe)
- 2018: Kommissar Dupin – Bretonisches Leuchten (Fernsehreihe)
- 2018: Tatort – Sonnenwende (Fernsehreihe)
- 2018: Tatort – Die robuste Roswita (Fernsehreihe)
- 2018: Amokspiel
- 2018: Der Kriminalist – Fenster zum Hof (13x6)
- 2019: Die Neue Zeit (Fernsehserie)
- 2019: Die Toten von Salzburg – Wolf im Schafspelz (Fernsehreihe)
- 2019: Ihr letzter Wille kann mich mal!
- 2019: SOKO Donau – Angeltrip
- 2020: MaPa – Altes Ego
- 2020: Der letzte Wille (Fernsehserie)
- 2020: Barbaren (Fernsehserie)
- 2020: Ein Schritt zu viel (Fernsehfilm)
- 2021: Harter Brocken: Der Waffendeal (Fernsehreihe)
- 2021: Der Dänemark-Krimi: Rauhnächte (Filmreihe)
- 2021: Die Toten vom Bodensee – Der Seelenkreis (Fernsehreihe)
- 2021: SOKO Köln – Die Büßer
- 2022: Mittagsstunde
- 2022: Höllgrund (Fernsehserie)
- 2023: Luden (Fernsehserie)
- 2023: Der Dänemark-Krimi: Blutlinie (Fernsehreihe)
- 2025: Dr. Nice – Flammende Herzen (Fernsehreihe)
- 2025: Polizeiruf 110: Böse geboren (Fernsehreihe)

## Hörspiele (Auswahl)
- 1997: Dagmar Scharsich: Radieschen von unten – Regie: Corinne Frottier (NDR)

## Auszeichnungen
- 2011: Rolf-Mares-Preis für die Darstellung des Jeffrey Skilling in Enron von Lucy Prebble an den Hamburger Kammerspielen
- 2012: Preis der deutschen Schallplattenkritik für das Hörbuch Die Seefahrt nach Rio[6]
- 2006 war das Ensemble der RTL-Serie Die Familienanwältin für den Deutschen Fernsehpreis in der Kategorie Beste Serie nominiert.[4]